# Daempf Sándor
Daempf Sándor (Dämpf Sándor, Pécs, 1852. március 5. – Budapest, 1898. június 26.) jogi doktor és királyi ítélőtáblai bíró.

## Élete
Középiskoláit szülővárosában végezte a ciszterci gimnáziumban és jogi tanulmányait is ott kezdette meg, melyeket a budapesti egyetemen befejezett, mire ugyanott az összes jog- és államtudományokból 1875 októberében doktorrá avattatott. Ugyanezen év és hónapban (Budapesten eltöltött két évi gyakorlat után) köz- és váltóügyvédi oklevelet nyert; ekkor a pécsi püspöki újonnan szervezett jog- és államtudományi karhoz a magyar és osztrák magánjog és a bányajog nyilvános rendkívüli tanárává neveztetett ki. 
1878-ban a budapesti egyetemen a magyar magánjogra magántanárrá habilitáltatott. Azon egyházfőhatósági rendelet miatt, mely a pécsi jogakadémiát 1881. évben az ország egyéb jogakadémiától eltérőleg újjászervezte s nevezetesen a tanári állás eddigi közjogi jellemét alapjában megváltoztatta, tanári állásától 1882. februárban megvált és Pécsett mint gyakorló ügyvéd működött. 1884-ben Pécs szabad királyi város törvényhatósági bizottságának tagja lett. 1887-ben a pécsi kamara ügyészévé választatott meg, ahol öt évig működött; ugyanazon évben Pécs városa tiszti főügyészévé nevezte ki s ezen hivatalát 1891. április végéig viselte; ekkor mindkét hivataláról lemondott, mert ő felsége április 18-án a pécsi királyi ítélőtáblához rendes ítélőbírónak nevezte ki. Nyelvismerete kiterjedt a magyar, német, latin, francia és angol nyelvekre.
Rendes munkatársa volt 1873-ban a Pécs-Baranyai Lapoknak és 1882-ben a Pécsi Lapoknak; egyéb lapokba is írt czikkeket, különösen szaktudományiakat a Jogtudományi Közlönybe (1880. 1884-85. 1888. Mutatványok kézirati munkájából) és egyéb szaklapokba. A jogászgyűlés állandó bizottságnak felhivására véleményt adott a jogi szakoktatás reformja tárgyában (X. magyar jogászgyűlés évkönyvében.)

## Munkái
- A magánjog és tárgya különös tekintettel a magyar általános magánjog codificatiójára. Pécs, 1877.
- Előadói vélemény «a fellebbvitelről a sommás eljárásban» cz. törvénytervezetről. Uo. 1890. (A pécsi ügyvédi kamara megbizásából írt véleményt adott a polgári törvénykezési eljárás reformját czélzó igazságügyminiszteri törvénytervezetről.)
- A holtkézi törvény (Lex amortisationis) Magyarországon. Magánjogi tanulmány. Uo. 1891.

Kéziratban van egy nagyobb jogtörténeti s dogmatikai munkája.